# Gorgone concordans
Gorgone concordans là một loài bướm đêm trong họ Noctuidae.